# Osvaldina dos Santos
Osvaldina dos Santos (Cuiabá, 18 de abril de 1931 – 28 de agosto de 2010) foi uma professora primária, pintora e artista plástica brasileira.
Sua filha, Albina de Oliveira, também é artista plástica.

## Biografia e carreira
Osvaldina dos Santos nasceu em 1931, no município de Cuiabá. Osvaldina exerceu a função de professora dos 19 aos 46 anos. Iniciou seus estudos em pintura em 1979, no Ateliê da Fundação de Cultura de Mato Grosso do Sul, em Cuiabá, sendo supervisionada por Dalva Barros.
Ela expôs suas obras em várias edições do Salão Jovem Arte Mato-Grossense tendo sido premiada em 1982 e 1984. Em 1983 foi premiada no VI Salão Nacional de Artes Plásticas. Em 1989, venceu a Concorrência Fiat.
Osvaldina participou de diversos Salões de Artes Plásticas em Mato Grosso e fom agraciada com uma premiação no Salão Jovem Arte Mato-grossense, com a tela São Benedito.
A artista morreu em 28 de agosto de 2010 aos 79 anos em decorrencia da doença de Alzheimer.
Em 2018, Osvaldina recebeu homenagens póstumas na Casa do Parque, em Cuiabá, onde foi realizada uma exposição com 43 obras de artes junto aos artistas plásticos regionais Nilson Pimenta e João Sebastião Costa.